# 毛脉鼠刺
毛脉鼠刺（学名：Itea indochinensis var. pubinervia）为虎耳草科鼠刺属下的一个变种。

## 扩展阅读
- 維基物種上的相關：毛脉鼠刺